# تشيتي (زلاغي الغربي)
تشیتي (بالفارسية: چیتی) هي قرية تقع في إيران في قسم زلاغي الغربي الریفي. يقدر عدد سكانها بـ 39 نسمة بحسب إحصاء 2016.